# Leptocottus armatus
Leptocottus armatus és una espècie de peix pertanyent a la família dels còtids i l'única del gènere Leptocottus.
És present al Pacífic oriental: des del sud-est de la costa d'Alaska del mar de Bering fins a la badia de Sant Quintí (el nord de la Baixa Califòrnia, Mèxic). És un peix marí, demersal i de clima temperat (60°N-33°N) que viu entre 0-156 m de fondària.
Fa 46 cm de llargària màxima (normalment, en fa 35,5). Té entre 37 i 39 vèrtebres, l'aleta caudal arrodonida; i les aletes anal i pelviana pàl·lides.
Menja sobretot crancs, gambes i amfípodes. També es nodreix de peixos adults i llurs juvenils i larves, poliquets, mol·luscs i d'altres invertebrats.
És capaç de respirar aire quan és fora de l'aigua.
És depredat pel xatrac gros (Hydroprogne caspia), el cabussó nord-americà comú (Aechmophorus occidentalis), la foca comuna (Phoca vitulina), el tauró lleopard (Triakis semifasciata) i el bernat americà (Ardea herodias).
La seua esperança de vida és de 10 anys.
És inofensiu per als humans.